# جولة سحرية غامضة (فلم)
جولة سحرية غامضة (بالإنجليزية: Magical Mystery Tour) فيلم موسيقي إنجليزي للتلفزيون من إخراج وبطولة فريق البيتلز، وهو الفيلم الثالث الذي يقوم ببطولته الفريق، ويصور ركاب حافلة في جولة، يصادفون خلالها أحداثًا غريبة سببها السحرة، وضع فكرة الفيلم بول مكارتني مغني ولاعب جيتار الباص في الفريق، وصُوّرت أغلب مشاهد الفيلم في مطار عسكري خارج الخدمة عسكريا. كان النص مرتجلًا إلى حد كبير، وكان السيناريو عبارة عن مجموعة أوراق مكتوبة بخط اليد تشمل أفكار ورسومات ومواقف.
بُثَ الفيلم على قناة «بي بي سي 1» بالأبيض والأسود، في يوم 26 ديسمبر 1967،  وبعد عدّة أيام بث الفيلم بالألوان على قناة «بي بي سي 2» في 5 يناير 1968.
كان استقبال الفيلم ضعيفاً من النقاد والجمهور، بالرغم من نجاح ألبوم أغاني الفيلم على المستوى التجاري والنقدي.
بدأت شركة نيو لاين سينما عرض الفيلم في دور العرض الأمريكية عام 1974، أما عالمياً فقد قامت شركة «أبل» بعرض الفيلم في بعض دور العرض عام 2012.

## خلفية الفيلم
كان الفيلم محاولة الجمع بين فكرة الكاتب الأمريكي «كين كيسي» الذي قام عام 1964 بجولة بحافلة مدرسية في الشوارع الأمريكية أطلق عليها الجولة السحرية واصطحب فيها شباب من المناصرين لحركة (ثقافة الستينات المضادة)، وبين الجولات الإنجليزية بالحافلات الشهيرة من ليفربول لمشاهدة أضواء البلاك بول.
قال جون لينون: "إذا كانت عروضنا على المسارح توقفت، فنحن نريد شيئًا ليحل محلها"، وكان البديل هو التلفزيون، وصرح أعضاء الفريق أن فكرة الفيلم كانت لبول مكارتني، الذي قال إنه لا يعلم يقيناً لمن كانت الفكرة، وإنهم جميعاً وافقوا عليها، وإنه كان يصور من قبل أفلام منزلية أفادته في إخراج هذا الفيلم."
كتب سيناريو الفيلم أعضاء فريق البيتلز مجتمعين، وإن كان تصوير الفيلم كان يسير بطريقة لم يتم التخطيط لها، فقد طلب فريق البيتلز من طاقم الممثلين والفنيين الحضور يوم الاثنين صباحاً للعمل بالفيلم قبل أن يسبق ذلك تسليمهم سيناريو وحوار الفيلم لحفظه كما يحدث في أي عمل سينمائي.  قال رينجو ستار أن بول مكارتني أتى بورقة بيضاء كبيرة فارغة، ورسم دائرة في وسطها وقال: «نبدأ من هنا!»، ويواصل رينجو فيقول إنهم كلما انتهوا من خطوة في تنفيذ الفيلم، يخططوا لما يليها من تحركات، وهكذا بدأت الورقة البيضاء تمتلأ إلى أن انتهوا من التصوير.

## أحداث الفيلم
تتحرك حافلة الركاب في جولة غامضة غير معلومة الاتجاه، على متنها الشاب ريتشارد ستاركي (وهو الأسم الحقيقي لقارع طبول الفرقة رينجو ستار) بصحبة عمته الأرملة جيسي (جيسي روبينز)، وفي الحافلة أيضا أعضاء الفرقة الآخرين (بول مكارتني وجون لينون وجورج هاريسون)،  ومدير الرحلة جولي جيمي جونسون (ديريك رويل)، ومضيفة الجولة  ملكة جمال ويندي وينترز (ميراندا فوربس)، وآخرين.
تحدث أمور غريبة أثناء الجولة، بسبب أربعة من السحرة أو خمسة (يقوم بدور السحرة أعضاء فريق البيتلز أما الساحر الخامس هو مال ايفانز مدير جولات البيتلز الموسيقية). يتجادل ستاركي وعمته التي تقع في أحلام يقظة، حيث تتخيل نفسها واقعة في حب باستر بلودفيسل، وهو شخص غريب الأطوار ضمن ركاب الحافلة، تتضمن الجولة العديد من الأنشطة الغريبة، مثل سباق مرتجل يستخدم فيه كل واحد من الركاب الوسيلة التي يختارها للوصول إلى نقطة النهاية، ولكن ستاركى يفوز حيث إختار قيادة الحافلة نفسها.
تصل مجموعة الركاب إلى مكتب تجنيد تابع للجيش البريطاني ويتم إستقبالهم من قبل رقيب مناورات الجيش (فيكتور سبينتي)، ويظهر بول مكارتني في شخصية جديدة ولفترة وجيزة باسم «الرائد مكارتني»، والذي يضع على مكتبه لافتة مكتوب عليها «أنا كنت» (في إشارة لإشاعة ظهرت في تلك الآونة مفادها أن بول مكارتنى مات في حادث سير نتيجة صدمة بسيارة فولجس فاجين). تدخل مجموعة الركاب إلى خيمة صغيرة في حقل، لتجد بداخلها مسرح وطاولات للعشاء بينما النادل بيرانديللو (يقوم بالدور جون لينون) يقدم الطعام بطريقة ساخرة، وينتهي الفيلم مع فريق البيتلز بالملابس الرسمية البيضاء ليغنوا أغنية «أمك يجب أن تعرف».
يتخلل أحداث الفيلم مقاطع موسيقية لأغاني البيتلز الموجودة على البومهم الذي يحمل نفس اسم الفيلم.

## الإنتاج

### التصوير
بدأ التصوير واستمر بناء على مجموعة أوراق مكتوبة بخط اليد وعليها بعض الرسومات، أطلق عليها بول مكارتني اسم «الخداع»، وكان هذا الفيلم هو الأقصر بين أفلام البيتلز الأخرى على الرغم من تصوير ما يقرب من عشر ساعات من اللقطات على مدى أسبوعين، وكانت أيام التصوير بين 11 سبتمبر و25 سبتمبر 1967.
قال جون لينون في مقابلة: «كنا نعرف المشّاهد التي أردنا تصويرها، ولكننا قمنا بتطويع أفكارنا لتناسب طاقم التمثيل، فإذا قام أحد الممثلين بارتجال شيء لم نخطط له، ووجدناه مناسباً، فإننا نعتمده للفيلم»، ومن الغريب أن لينون أفاد أنه رأى في حلم أنه يعمل كنادل في مطعم يملأ صحن سيدة بالسباجيتي، وقد نفذوا هذا المشهد وأصبح جزءاً من الفيلم. بعض الممثلين الأكبر سنا، مثل نات جاكلي، لم يكونوا على دراية بالعمل السينمائي بدون نص، وأصابهم الإحباط.
لم يكن من الممكن حجز أي إستوديو لتصوير أفلام في لندن في وقت قصير، ولهذا فقد تم تصوير العديد من المشاهد الداخلية في نفس المطار العسكري الذي كان مسرح تصوير المناظر الخارجية، ولذلك ظهر طلاب فيلق التدريب الجوي في سلاح الجو الملكي البريطاني وهم يسيرون في بعض المشاهد. تم تصوير جولة الحافلة في جميع أنحاء غرب إنجلترا، بما في ذلك ديفون وكورنوال بالرغم من أن معظم اللقطات لم تستخدم في الفيلم النهائي، ومشهد الراقصة صُوّر في سوهو بلندن، أما مشّاهد أغنية «الأحمق على التل» فقدصُورت بمدينة نيس جنوب فرنسا. تصوير مشاهد السباق كان يمثل مشكلة، حيث أن الحافلة الملونة بألوان مختلفة ولصق عليها ملصقات مكتوبة بخط اليد والتي كان يقودها رينجو ستار، أثارت انتباه كثير من السيارات والتي تبعتها، وثارت أعصاب جون لينون فقام بتمزيق الملصقات على جوانب السيارة. الجدير بالذكر أن الحافلة جُددت عام 1988 وحصل عليها  «هارد روك كافيه».

### المونتاج
كانت الأحد عشر أسبوعا التالية للتصوير هي فترة تجهيز الفيلم وتقصير العشر ساعات من الفيلم المصور إلى 52 دقيقة فقط، استخدم «روى بنسون» مونتير الفيلم بعض لقطات من فيلم «دكتور سترينجلوف» إنتاج عام 1964 للمخرج ستانلي كوبريك، ليضعها مصاحبة لأغنية الفريق «طيران»، وكان قد تمكن من الوصول لهذه اللقطات من إستوديوهات شيبرتون، وصرح بذلك في برنامج تلفزيوني، مما أغضب المخرج كوبريك.

## استقبال الفيلم
بحسب جورج مارتن منتج الفريق، إن العرض الأول للفيلم كان في المحطة التلفزيونية غير الملونة «وكانت هذه كارثة» وأول فشل للبيتلز، وبعد بضعة أيام فقط، عُرض الفيلم على القناة الملونة، ولكن لم يكن هناك سوى حوالي 200.000 جهاز استقبال تلفزيون ملون في المملكة المتحدة في ذلك الوقت.
أدت التعليقات غير الإيجابية عن الفيلم في الولايات المتحدة إلى عدم عرض الفيلم في التلفزيون الأمريكي. ووجه بيتر براون مدير فريق البيتلز اللوم إلى بول مكارتني، وبعد العرض الخاص قال براون لمكارتني:«هذا مروعًا»، ولكن مكارتني كان مقتنعًا أن الفيلم سيكون استقباله ساخنًا جدًا، ورفض رأى بيتر براون بحجب الفيلم وتجنب إحراج الفريق، ويظهر مكارتني في 27 ديسمبر خلال برنامج «دافيد فروست» الذي قدمه مكارتني للمشاهدين بقوله: «هذا هو الرجل الأكثر مسؤولية عن فيلم جولة سحرية غامضة»، وعن هذه المقابلة كتب «هنتر دافيز» مؤرخ فريق البيتلز، إنها المرة الأولى التي يضطر فنان إلى الظهور ليعلن للجميع أسفه عن عمله. قال عالم الاجتماع «سيمون فريث» في كتابة عام 1981، أن الفيلم كان من أعراض تحول موسيقى «البوب» إلى موسيقى «الروك»، حيث أن الروك معني بالفن والتعبير عن الذات من خلال وسائل الترفيه الجماعية. امتنعت شبكات التلفزيون الأمريكية عن الحصول على حقوق عرض الفيلم، في حين أن مدّة عرضه تقل عن ساعة واحدة جعله غير مناسب للعرض تجاريا في دور العرض السينمائية، وكان أول عرض أمريكي له بعد ثمانية أشهر من إصداره البريطاني، في فيلمور إيست في مدينة نيويورك يوم الأحد 11 أغسطس 1968، كجزء من حملة لجمع التبرعات لخدمة أخبار التحرير، ومع ذلك، لم يُعرض في دور العرض تجارياً بالولايات المتحدة حتى عام 1974، عندما حصلت شركة نيو لاين للسينما على حقوق عرضه، ليبث لأول مرة على التلفزيون الأمريكي في عام 1985 على محطة تلفزيونية خاصة ضمن حلقات «رحلة ليلية». أعاد مكارتني كلامه بعد هدوء هجوم النقاد على فيلمه، فقال إن الفيلم لا بأس به، وأنه التسجيل الوحيد لأغنية لينون «أنا فرس البحر»، وقال جورج هاريسون في مقابلة عام 1993، إن الهجوم على الفيلم ممكن تفهمه فهو عمل لم يكتب جيداً، وأن الفيلم أُعدّ جيداً أيضا. في عام 2019 ومن خلال موقع «روتن توميتوز» الذي يهتم بتجميع آراء النقاد، مُنح الفيلم تقييم 5.29 من 10.

## الحافلة السياحية في ليفربول
بدأ نشاط سياحي في عام 1983 يتمثل في حافلة تسمى «جولة سحرية غامضة» تحمل ركابها من السائحين لتدور بهم كل الأماكن التي لها علاقة بأنشطة البيتلز، مثل «نادي الكهف» الذي كان موقع أول عروض للفريق قبل شهرته، وأماكن معيشتهم في مرحلة الطفولة، وأيضا حقول الفراولة وطريق بيني وهي أماكن ذكرت في أغانيهم.

## استعادة
كان الاستقبال الضعيف للفيلم عام 1967، سبباً في إهمال الاحتفاظ بالنسخ السلبية (النيجاتيف) الجيدة، ولهذا كانت نسخ الفيلم دائما ذات جودة رديئة، إلى أن أصدرت شركة «أبل» صاحبة حقوق الفيلم، نسخ رقمية لبثها في محطة «بي بي سي» في أكتوبر 2012، وأيضا فيلم وثائقي عن مراحل صناعة الفيلم، وعُرضَ كليهما في الولايات المتحدة كجزء من  البرنامج التلفزيوني «العروض العظيمة» (سلسلة مختارات تلفزيونية مخصصة لفنون الأداء)، وفي 22 أغسطس 2012، أعلنت شركة «أبل» عن إعادة إصدار الفيلم على قرص فيديو رقمي (DVD) وعلى قرص بلو راي، وأعادت توزيعه بدرجة محدودة في دور العرض بخاصية الصوت المحيطي، وكان هذا الإصدار الجديد يتضمن تعليقًا صوتيًا من مكارتني وميزات خاصة بما في ذلك المقابلات (مع البيتلز وغيرهم من المشاركين في الفيلم)، وأيضًا لقطات لم يسبق رؤيتها من قبل. دخلت نسخة الفيلم المعاد صياغته عام 2012، قوائم البيلبورد لأفضل الفيديوهات الموسيقية، وصعدت إلى المرتبة الأولى.

## الأغاني
الأغاني التالية بترتيب استخدامها في الفيلم، كتبها جون لينون وبول مكارتني ما لم يذكر خلاف ذلك:
- جولة سحرية غامضة Magical Mystery Tour[27]
- الأحمق على التل The Fool on the Hill[28]
- إنها تحبك She Loves You، الخلفية الموسيقية أثناء السباق[29][30]
- طيران Flying، معزوفة موسيقية كتبها رباعى الفريق[31]
- كل حبي All My Loving خلفية موسيقية[32]
- أنا فرس البحر I Am the Walrus[33]
- حلم جيسي Jessie’s Dream معزوفة موسيقية لم تظهر في أي تسجيل صوتي[34]
- طريق جاى الأزرق Blue Jay Way، كتبها جورج هاريسون[35]
- سيارة أجرة قاتلة للفتاة Death Cab for Cutie، غناء فريق بونزو دوج دودا باند[36]
- أمك يجب أن يعرف Your Mother Should Know[37]
- جولة سحرية غامضة (إعادة) Magical Mystery Tour (Reprise[38]
- مرحبًا، وداعًا Hello, Goodbye[39]

## وصلات خارجية
- مقالات تستعمل روابط فنية بلا صلة مع ويكي بيانات